# MacOS Monterey
macOS Monterey (wersja 12) – osiemnaste główne wydanie systemu operacyjnego z rodziny macOS (wcześniej OS X) firmy Apple dla komputerów typu Macintosh. Jest następcą systemu macOS Big Sur.
W aktualizacji zawarto liczne udoskonalenia oraz drobne zmiany w kompozycji wizualnej systemu. Odświeżono m.in. interfejs przeglądarki Safari, wprowadzając możliwość grupowania kart ze stronami internetowymi. Do ekosystemu firmy Apple wprowadzono funkcję Shared With You, która umożliwia dogodne gromadzenie materiałów z wiadomości tekstowych. Nowy element Universal Control pozwala natomiast na współdzielenie urządzeń peryferyjnych – klawiatury i myszy – między komputerem Mac a tabletem iPad. Ponadto za sprawą funkcji AirPlay użytkownicy mogą przesyłać treści wideo i audio z urządzeń mobilnych na komputery firmy Apple. Do dyspozycji użytkowników pozostawiono także nową aplikację Shortcuts, służącą automatyzacji zadań.
Firma Apple poszerzyła również możliwości programistyczne platformy, oferując prostsze sposoby tworzenia obiektów 3D dla aplikacji rozszerzonej rzeczywistości oraz szereg nowości i ulepszeń w języku programowania Swift. W tej wersji systemu znalazła się także obsługa Spatial Audio – techniki dźwięku przestrzennego – w rozmowach FaceTime.
System macOS Monterey został zaprezentowany na konferencji Worldwide Developers Conference (w skrócie WWDC), która miała miejsce 7 czerwca 2021 roku. Pierwsza (prywatna) beta macOS Monterey została udostępniona jeszcze tegoż dnia w ramach serwisu Apple Developer Center. Stabilna wersja systemu została opublikowana 25 października 2021 roku jako bezpłatna aktualizacja dla posiadaczy komputerów Apple.

## Wymagania techniczne
System macOS Monterey może zostać zainstalowany na następujących urządzeniach:
- iMac (koniec 2015 r. lub nowszy)
- MacBook (2016 r. lub nowszy)
- MacBook Pro (2015 r. lub nowszy)
- MacBook Air (2015 r. lub nowszy)
- Mac Mini (koniec 2014 r. lub nowszy)
- Mac Pro (koniec 2013 r. lub nowszy)
- iMac Pro (2017 r. lub nowszy)

W tym wydaniu systemu zarzucono oficjalną obsługę szeregu modeli komputerów Mac, które współpracowały z poprzednią wersją macOS. Dotyczy to niektórych urządzeń z serii MacBook, MacBook Pro, MacBook Air i iMac.